# Spire (Denver)
Spire − wieżowiec w Denver, w stanie Kolorado, w Stanach Zjednoczonych, o wysokości 147,2 m.
Został zbudowany w stylu modernistycznym. Jego budowę rozpoczęto w 2007 roku, a zakończono w 2010 roku. Budynek posiada 41 kondygnacji. Koszt inwestycji wyniósł 110 milionów dolarów.